# Halászsirály

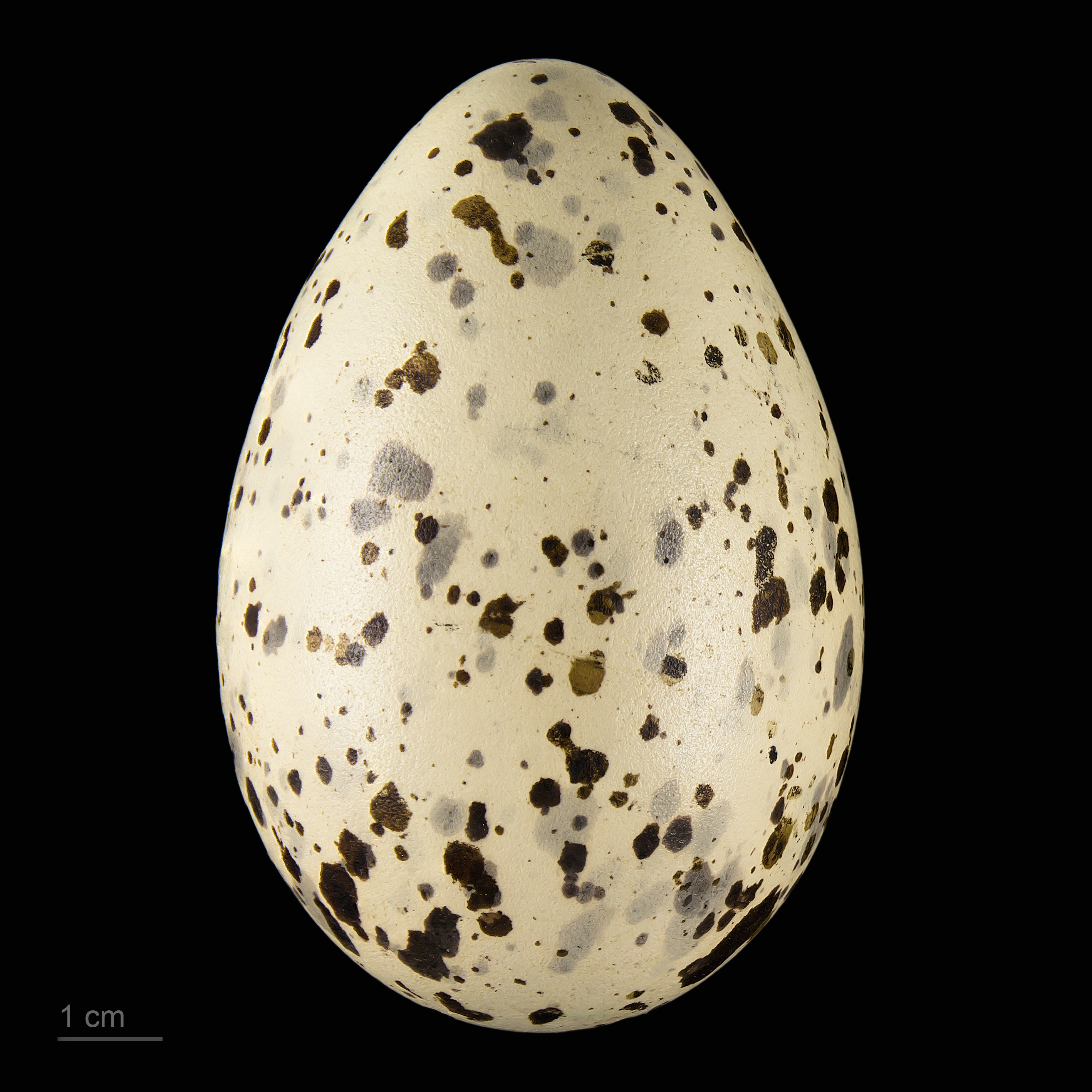
Larus ichthyaetus

A halászsirály (Ichthyaetus ichthyaetus) a madarak (Aves) osztályába a lilealakúak (Charadriiformes) rendjébe, ezen belül a sirályfélék (Laridae) családjába tartozó faj.
A régebbi rendszerbesorolások a Larus nembe sorolják Larus ichthyaetus néven.

## Előfordulása
Oroszország és Ázsia területein  fészkel. Telelni Afrikába vonul. Kóborló példányai eljutnak Európa nyugati részéig is.

## Megjelenése
Testhossza 57–61 centiméter, szárnyfesztávolsága 140–170 centiméter, testtömege pedig 1100–1900 gramm.

## Életmódja
Mindenevő, halakkal, rovarokkal, tojásokkal, hüllőkkel, kisebb emlősökkel és magvakkal táplálkozik.

## Szaporodása
A talajra, egy mélyedésbe készíti kezdetleges fészkét. Fészekalja 2-3 tojásból ál, melyen 25-29 napig kotlik. A fiókák fél fészekhagyók.

## Kárpát-medencei előfordulása
Magyarországon ritka kóborló március-október hónapokban.